# マペットのクリスマス・キャロル
『マペットのクリスマス・キャロル』（The Muppet Christmas Carol）は、1992年のアメリカ映画。ファンタジー映画、ファミリー映画、コメディ映画、ミュージカル映画。

## ストーリー
19世紀のロンドン。金貸しのスクルージは町一番の嫌われもの。ケチで強欲な彼のためにどれほど多くの人達が泣かされてきたことか。けれどクリスマス・イブの夜、3人の精霊があらわれて、過去、現在、未来の彼の姿を見せつける。後悔の念にかられた彼は生まれ変わったようになり、貧しい人々にクリスマスの善行をほどこしはじめた…。

## キャスト
（括弧内は日本語版キャスト）
- イヴニーザー・スクルージ：マイケル・ケイン（池田勝）
- 少年期のイヴニーザー・スクルージ：エドワード・サンダース、テオ・サンダース、クリストファー・ミルネス、ラッセル・マーティン（林勇）
- 若年期のイヴニーザー・スクルージ：レイモンド・コートハード（松澤重雄）
- フレッド：スティーヴン・マッキントッシュ（宮本充）
- ベル：メレディス・ブローン（石川悦子）
- クララ：ロビン・ウィーバー（弥生みつき）

### マペットたち
- チャールズ・ディケンズ（ゴンゾ）：デーヴ・ゲルツ（梅津秀行）
- リゾ：スティーヴ・ホイットマイア（園岡新太郎）
- ボブ・クラチット（カーミット）：スティーヴ・ホイットマイア（山寺宏一）
- エミリー・クラチット（ミス・ピギー）：フランク・オズ（梅津秀行）
- ティム・クラチット（ロビン）：ジェリー・ネルソン（中尾隆聖）
- ベティナ・クラチット：デーヴ・ゲルツ（安西正弘）
- ベリンダ・クラチット：スティーヴ・ホイットマイア（安西正弘）
- ピーター・クラチット：デヴィッド・ラッドマン（山寺宏一）
- ジェイコブ・マーレイ（スタトラー）：ジェリー・ネルソン（永江智明）
- ロバート・マーレイ（ウォルドーフ）：デーヴ・ゲルツ（槐柳二）
- フォズウィーグ（フォジー）：フランク・オズ（永井一郎）
- フォズウィーグの母（エミリー）：ジェリー・ネルソン（梅津秀行）
- 校長先生（サム）：フランク・オズ（山寺宏一）
- ブンゼン：デーヴ・ゲルツ（梅津秀行）
- ビーカー：スティーヴ・ホイットマイア（山寺宏一）
- ビーン・バニー：スティーヴ・ホイットマイア（中尾隆聖）
- アニマル：フランク・オズ（安西正弘）
- シェフ：デヴィッド・ラッドマン
- ルー・ジーランド：ジェリー・ネルソン（松本保典）
- ストレンジポーク：ジェリー・ネルソン（安西正弘）
- 過去のクリスマスの幽霊：ジェシカ・フォックス（笠原清美）
- 現在のクリスマスの幽霊：ジェリー・ネルソン（永江智明）
- アップルゲート氏：ジェリー・ネルソン（安西正弘）
- ジョー：デイビット・ショー・パーカー（荒川太郎）
- ジョージ：フランク・オズ（松本保典）
- ディルバー夫人：ルイーゼ・ゴールド（後藤敦）
  - その他日本語版声優：稲葉祐貴 / 神谷友介 / 田辺静恵

## 挿入歌
- 「スクルージの歌」（歌：松本保典、安西正弘、荒川太郎、山寺宏一、田辺静恵、後藤敦 - コーラス：ミュージック・クリエイション）
- 「明日はクリスマス」（歌：山寺宏一）
- 「マーレイ兄弟の歌」（歌：永江智明、槐柳二 - コーラス：ミュージック・クリエイション）
- 「それがクリスマス」（歌：永江智明 - コーラス：ミュージック・クリエイション）
- 「明日はクリスマス（リプライズ）」（歌：山寺宏一、中尾隆聖）
- 「神の恵みを」（歌：山寺宏一、梅津秀行、中尾隆聖、安西正弘）
- 「感謝の祈り込めて」（歌：池田勝 - コーラス：ミュージック・クリエイション）
- 「これからはみんなと友に／それがクリスマス（エンドソング）」（歌：池田勝、中尾隆聖、永江智明 - コーラス：ミュージック・クリエイション）
- 「今こそ告げるときグッバイ（エンドソング）」（歌：山下由紀子）

## スタッフ
- 原作：チャールズ・ディケンズ「クリスマス・キャロル」
- 監督：ブライアン・ヘンソン
- 製作：ブライアン・ヘンソン、マーティン・G・ベーカー
- 脚本：ジェリー・ジュール
- 撮影：ジョン・フェナー
- 音楽：ポール・ウィリアムズ
- 製作総指揮：フランク・オズ
- 共同製作：ジェリー・ジュール

## 日本語版制作スタッフ
- 演出・音楽演出：松岡裕紀
- 翻訳・訳詞：いずみつかさ
- 録音制作：スタジオ・エコー
- 日本語版制作：DISNEY CHARACTER VOICES INTERNATIONAL, INC.